# Brillig
Brillig ist eine australische Band, die unterschiedliche musikalische Einflüsse aufweist.

## Geschichte
Die Band wurde im Jahr 2000 von Sänger und Gitarrist Matt Swayne gegründet und benannte sich nach einem Begriff aus dem Gedicht Jabberwocky aus Lewis Carrolls Buch Alice hinter den Spiegeln. Seit 2007 steht die Band bei dem deutschen Independent-Label Black Rain unter Vertrag. Dort erschienen seitdem die Debüt-EP The Plagiarist sowie zwei Alben.

## Stil
Die ersten Veröffentlichungen der Band wurden noch „irgendwo zwischen Pop, Rock und Electronic“ verortet. Als Einflüsse gab die Band David Bowie, Nick Cave and the Bad Seeds, Placebo, The Cure, Johnny Cash sowie generell die Musik der 1980er Jahre an.
Beim 2009 erschienenen, rein akustischen Album The Red Coats hob die Kritik dagegen eher Folk-Einflüsse hervor. Die Band selbst bezeichnet ihren Stil heute als „Gothic Folk“.

## Diskografie
- 2007: The Plagiarist (EP, Black Rain)
- 2007: Mirror on the Wall (Album, Black Rain)
- 2009: The Red Coats (Album, Black Rain)